# Терета Валерія Сергіївна
Валерія Сергіївна Терета (нар. 9 вересня 2000) — українська спортсменка, веслувальниця-каноїстка, чемпіонка Європейських ігор.

## Спортивна кар'єра
У 2022 році, на чемпіонаті Європи серед молоді, разом з Оленою Циганковою, стала бронзовою призеркою у каное-двійках на дистанціях 200 та 500 метрів.
У 2023 році почала виступати за дорослу національну збірну. Вона сформувала екіпаж каное-двійки з Людмилою Лузан, замінивши Анастасію Четверікову, яка пішла у декретну відпустку. На Європейських іграх їм вдалося стати чемпіонами на дистанції 500 метрів.

## Державні нагороди
- Орден княгині Ольги III ст. (7 вересня 2023) — За досягнення високих спортивних результатів на ІІІ Європейських іграх у м.Кракові (Республіка Польща), виявлені самовідданість та волю до перемоги, піднесення міжнародного авторитету України.[3]